# Tångedalen

Tångedalen är ett område i Bäve socken, Uddevalla kommun. Området omfattas till största delen av en dal där Snigelrödsbäcken rinner fram. Namnet kommer ifrån det gamla namnet för udde: tånge. Tidigare låg här ett tegelbruk. 